# Trowbridge, Kalifornien
Trowbridge är en census-designated place i Sutter County i Kalifornien. Vid 2010 års folkräkning hade Trowbridge 226 invånare.